# Kawabe (Gifu)
Kawabe (jap. 川辺町 Kawabe-chō) – miasto w Japonii, na wyspie Honsiu, w prefekturze Gifu. Według danych na rok 2020 miejscowość zamieszkiwało 9 860 mieszkańców , a gęstość zaludnienia wyniosła 239,6 os./km².